# Seznam textilních veletrhů
Seznam textilních veletrhů obsahuje seznam nejznámějších veletrhů v západní Evropě, které se věnují textilnímu průmyslu.
| Název      | Místo                            | První ročník | Zaměření                              |
| ---------- | -------------------------------- | ------------ | ------------------------------------- |
| TECHTEXTIL | Frankfurt nad Mohanem            | 1986         | technické textilie a netkané textilie |
| Texprocess | Frankfurt nad Mohanem            | 2011         | výroba oděvů a textilií               |
| Domotex    | Hannover                         | 1989         | bytové textilie                       |
| Heimtextil | Frankfurt nad Mohanem            | 1971         | bytové textilie, příze, vlákna        |
| ITMA       | města v západní a jižní Evropě x | 1951         | textilní stroje                       |

x Uspořádání vždy po 4 letech, střídavě v různých městech